# 묵주

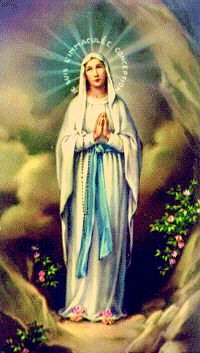
루르드의 성모 - 묵주를 오른쪽 팔에 걸고 기도하는 모습.

묵주(默珠, 라틴어: rosarium) 또는 로사리오는 라틴어로 장미 화관을 뜻하는 ‘로사리우스’(Rosarius)에서 유래한 말로, 가장 보편적이며 전통적인 천주교의 성물이다. 구슬이나 나무 알 등을 열 개씩 구분하여 다섯 마디로 엮은 환(環)으로 끝에 십자가가 달린 모습을 하고 있다. 이 묵주를 이용하여 기도를 하는 신앙 예절은 묵주 기도라고 일컫는다. 넓은 의미에서 묵주와, 묵주를 갖고 소리 내며(또는 조용히) 기도문을 암송하며 묵상하는 행위 모두 로사리오라고 부르기도 한다. 기도는 주님의 기도를 암송하고 그다음에 성모송 열 번 암송 그리고 영광송을 한 번 암송하는 식의 순서를 되풀이하는 것으로 이루어져 있다. 이때 암송할 때마다 예수 그리스도와 그의 어머니인 성모 마리아의 행적과 관련된 묵상과 신비의 회상을 덧붙인다.
전통적인 15단의 묵주 기도의 신비는 16세기에 완성되었다. 신비는 총 환희의 신비, 영광의 신비, 고통의 신비 세 가지로 분류되었다. 2002년 10월 16일에 교황 요한 바오로 2세가 기존의 신비에 빛의 신비를 새로 추가함으로써 묵주 기도는 총 20단의 신비를 지니게 되었다.
로마 가톨릭교회에서는 마리아론에 관한 중점의 일부인 묵주 기도를 강조하고 있으며, 교황 요한 바오로 2세의 교황 교서 《동정 마리아의 묵주 기도》(Rosarium Virginis Mariae)와 몽포르의 성 루도비코 마리아가 개척하여 확립시킨 ‘성모 신심’이 좋은 예가 되고 있다. 로마 가톨릭교회에서는 교회력으로 10월 7일을 묵주 기도의 복되신 동정 마리아 기념일로 지내고 있다.

## 묵주기도의 의의
반복되는 기도를 통해서 그리스도와 깊은 내적 일치를 체험 할 수 있게 해주는 묵주기도는 성모신심을 특성으로 지니고 있지만, 본질적으로 그리스도를 지향하고 있다. 이 기도는 복음 메시지의 핵심을 집약하고 있으며, 성모 마리아를 따라 예수 그리스도의 전 생애를 묵상하고 관상하는 데 탁월한 방법이다. 묵주기도는 대중 신심의 단순성을 지니고 있으면서도 더욱 깊은 관상의 필요를 느끼는 사람들에게 적합한 신학적 깊이도 갖추고 있다. 또한 반복하며 묵상하는 특징은 개인적으로는 내적인 평화를 얻어 일상의 어려운 문제들을 직시하게 해주며, 공동체로 바쳐짐으로써 구성원들 간의 평화와 화합을 촉진하게 한다. 교회의 역사는 묵주기도의 이러한 특성을 강조하고, 그 효과에 대해서 끊임없이 체험해왔다.

## 신학적 타당성
묵주 기도는 성모 마리아와 함께 드리는 가톨릭교회의 공경 가운데 하나로 여러 교황에 의해 활성화되었다. 그중에서도 특히 ‘묵주 기도의 교황’으로 알려진 교황 레오 13세는 묵주 기도에 관해 열한 편의 회칙을 작성하였으며, ‘거룩한 묵주 기도의 모후’ 축일을 제정하였다. 교황 비오 5세는 가톨릭교회의 전례력에서 10월 7일을 묵주 기도의 복되신 동정 마리아 축일로 제정하여 기념할 것을 선포하였다. 가장 최근인 2008년 5월 3일, 교황 베네딕토 16세는 묵주 기도가 새로운 봄을 체험하게 하는 가장 감동적인 사랑의 표현 중 하나라고 밝혔다. 그는 “묵주 기도는 매일 다시 살아남을 만끽하는 기도이며, 예수 그리스도의 생애를 매일 체험할 수 있는 심오한 방법”이라며 “온 정성을 다해 묵주 기도를 바치면 주님과 성모님께서 평화와 화해를 주신다.”라고 말했다. 그의 전임자인 교황 요한 바오로 2세는 교황 교서 《동정 마리아의 묵주 기도》를 통해 몽포르의 성 루도비코 마리아가 개척한 ‘성모 마리아에 대한 완전한 신심’을 확립하였다. 교황 비오 12세와 그의 전임자들은 루르드의 성모와 파티마의 성모에 대한 공경을 적극적으로 장려하였으며, 가톨릭교회 안에 묵주 기도의 재흥을 불러 일으켰다.
신학자 로마노 구아르디니는 가톨릭교회에서 묵주 기도를 중시하는 것을 “그리스도를 지향한 마리아의 삶에 참여하는 것”이라고 정의하였다. 그의 주장은 그리스도론에 내재하는 마리아론에 동조하여 마리아를 통하여 그리스도에게 이르는 길을 간다는 마리아론의 관점을 반영한 것이다. 이러한 생각은 묵주 기도를 강력하게 지지하였던 몽포르의 성 루도비코 마리아와 같은 성인들도 표명하였다. 또한, 교황 레오 13세는 묵주 기도를 성모 마리아의 삶에 참여하고 그리스도에 이르는 길을 찾는 데 절대적으로 필요한 수단으로 여겼다.

## 역사

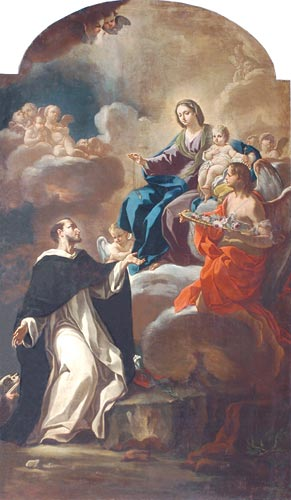
니콜라 포르타의 “로사리오의 성모”.

묵주의 정확한 역사에 대해서는 의견이 분분하나, 전통적으로 1214년 프루이유의 한 성당에 있던 성 도미니코 앞에 성모 마리아가 발현하여 이단인 알비파를 무찌르는 무기로 묵주를 주었다는 전승이 전해져 오고 있다. 성 도미니코에게 나타났다는 성모 마리아에게는 ‘로사리오의 성모’라는 칭호가 부여되었다. 기타 다른 설들은 묵주의 점진적이고 계통적인 발전 양상을 암시하고 있으며, 논쟁이 계속되고 있다.
초대 교회에서 순교자 머리에 장미화관을 얹는 관습이 있었다.
초세기의 수사들이 날마다 시편을 150번 외우며 기도하던 중에 이를 본 평신도들이 수사들을 흉내를 내려고 묵주와 비슷하게 구슬을 이용해서 기도하던 것이 습관화되어 오늘날의 묵주가 되었다는 설도 있다. 당시 평신도 대부분과 일부 수사들은 글을 읽지 못하여 기도서를 봐도 이해하지 못했기 때문에 주님의 기도를 150번 암송하는 것으로 시편 암송을 대신하였으며, 때때로 정확한 계산을 위해 매듭과 함께 구슬 150개를 실로 이은 것을 사용하기도 하였다. 중세 동안 기도 알과 함께 주님의 기도와 성모송을 암송할 것을 권하였다는 증거도 있다. 7세기, 성 엘리지오는 ‘마리아의 시편’의 성모송 150번 암송을 할 수 있도록 지인에게 150개 못이 박힌 의자를 선물했다고 기록했다.
12세기경 성 도미니코 성인은 알비파 이단에 맞서기 위해 150번의 성모송을 바치기 시작했다.
묵상하는 동안 성모송 암송을 실행한 것은 카르투시오회의 수사 프로이센의 도미닉(1382-1461)의 가르침에서 기인한 것으로 보인다. 묵주의 유래와는 상관없이 프랑스, 플랑드르 그리고 네덜란드에서 신심을 유포시키는 데 일조한 도미니코회 사제인 복자 로체의 일라노의 설교에 의해 1460년과 그가 선종한 1475년 사이에 크게 활성화되었다. 일라노는 기도의 주제를 환희, 고통, 영광의 신비로 정리했다. 이는 그리스도의 신비를 묵상하고, 기도하는 이의 악습을 고치기 위해 고안된 방법이었다.
16세기 초에서 20세기까지 묵주 기도의 기본 구조는 본질적으로 변하지 않은 채로 있었다. 15단씩 신비를 바치기 알맞게 열다섯 개의 묵주 알이 있었다. 20세기에는 묵주 기도 매 단이 끝날 때마다 파티마의 기도를 추가하는 것이 보편적이게 되었다. 요한 바오로 2세가 2002년에 빛의 신비를 제정하기까지 달리 어떠한 변경도 없었다.
17세기부터 묵주는 가톨릭교회의 마리아를 다룬 성 미술에서 주요 요소로 등장하기 시작했으며, 대개 성모 마리아를 묘사한 작품에서 많이 나타났다. 무릴료의 작품들인 스페인의 프라도 미술관에 있는 ‘로사리오의 성모’ 성화와 밀라노의 산 나자로 마조레 성당에 있는 ‘로사리오의 성모’ 성상이 대표적인 사례이다.
세계 각국의 성모 마리아에게 봉헌한 가톨릭 성당 가운데 몇몇은 묵주 기도를 바치고 나서 이름을 지은 것들도 있다. 예를 들면 아르헨티나 로사리오의 ‘로사리오의 성모 대성당’과 프랑스 루르드의 ‘로사리오 대성당’, 브라질 포르투알레그리의 ‘노사 시뇨라 두 호사리우’ 등이 그것이다.

## 묵주 알
묵주는 성모송을 바칠 때 그 횟수를 세는 데 사용하는 물리적 도구이다. 손가락은 기도문을 암송하면서 묵주 알을 따라 움직인다. 마음속으로 기도의 횟수를 세는 것을 계속 따라가지 않아도, 마음은 신비들에 관하여 더 잘 묵상할 수 있다. 다섯 개의 마디로 된 묵주는 작은 구슬 열 개로 이루어진 다섯 단(端)으로 되어 있으며, 각 마디 앞에는 큰 구슬 한 개가 추가되어 있다. 주님의 기도는 큰 구슬을 잡고 바치지만 성모송은 1단 안에 있는 열 개의 구슬을 넘기면서 열 번을 바친다. 그런 다음에 큰 구슬마다 순서대로 그날의 신비들을 깊이 묵상한다. 일부 묵주들, 특히 수도회에서 사용하는 묵주 중에는 전통적인 묵주 기도의 15가지 신비에 따라 15단으로 엮은 것들이 있다. 5단 묵주와 15단 묵주 모두 외가닥으로 꼰 짧은 끈 앞에 달린 십자고상을 정점으로 한 개의 큰 구슬과 세 개의 작은 구슬 그리고 둥글게 연결된 묵주의 나머지 부분 앞에는 한 개의 큰 구슬이 있다. 묵주 기도는 외가닥으로 꼰 짧은 끈 앞에 달린 십자고상에서 사도신경을 바치는 것을 시작으로, 첫 번째 큰 구슬에서는 주님의 기도를 바치며, 다음 세 개의 구슬을 넘기며 각각 성모송을 바치며, 다음에 오는 큰 구슬에서는 영광송을 바친다. 그리고 1단의 신비 내용에 대한 깊은 묵상이 이어진다. 비록 묵주 기도를 할 때는 구슬들을 넘기면서 기도의 횟수를 세는 것이 일반적인 방법이긴 하지만, 반드시 구슬들이 있어야만 가능한 것이 아니고, 어떤 식으로든지 기도의 횟수를 세기만 하면 된다. 예를 들면, 손가락으로 센다든지 아니면 아무런 도구 없이 스스로 세면서 기도할 수 있다.

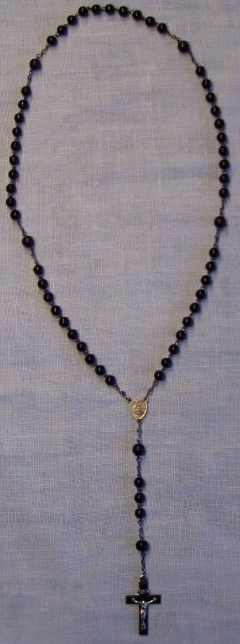
묵주

통상 묵주 알은 나무, 뼈, 유리, 눌러 붙인 꽃, 준보석의 돌 이를테면 마노, 흑옥, 호박 또는 벽옥 또는 값비싼 재료를 함께 넣은 산호, 수정, 은 그리고 황금 등으로 제작하며, 때때로 장미 콩 씨앗이나 구슬나무로 만들기도 한다. 오늘날에는 묵주 알의 대다수가 유리, 플라스틱 또는 나무로 많이 만들어지고 있다. 묵주 재료로 원석을 이용하기도 한다.
특수한 묵주 알은 그에 맞게 특별한 의미를 지닌 재료로 만들어지는 것이 일반적인데, 예컨대 산티아고데콤포스텔라에서 성 야고보의 유골을 모신 성당의 흑옥 또는 겟세마니의 올리브 씨앗이 그것이다. 때때로 묵주 알은 성유골이나 성수를 집어넣어 만들기도 한다. 모든 축복받은 묵주는 준성사에 해당한다.
일반적인 5단 묵주 말고도 다른 형태의 묵주도 있다. 반지 묵주는 한 개의 십자가와 열 개의 돌출된 혹 장식이 있는 반지 형태의 묵주이다. 팔찌 묵주는 대개 열 개의 구슬에 십자가나 메달이 함께 있는 팔찌 형태의 묵주이다.

## 신비

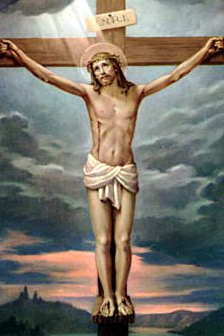
십자가에 못박힌 예수 - 고통의 신비 5단

묵주 기도는 여러 가지 방식으로 이루어졌는데, 오늘날과 같은 형태가 정해진 것은 1569년 교황 비오 6세가 발표한 칙서에 의해서이다. 이 표준에 따르면 묵주 기도는 소리기도(염경기도)와 마음기도(묵상기도)로 구성되어 있다. 소리 기도로 성모송 열 번, 주님의 기도 및 영광송 각 한 번씩 한다. 이것이 1단(端)이며 한 꿰미(꾸러미)는 한 종류의 신비를 묵상하게 되는 5단이다. 그리고 마음 기도로는 ‘환희의 신비’, ‘고통의 신비’, ‘영광의 신비’ 등 세 개의 신비로 되어 있는데, 각 신비는 다섯 개의 묵상 주제를 이루고 있어 한 주제를 한 단마다 묵상한다.
여기에다가 교황 요한 바오로 2세는 자신의 교서 《동정 마리아의 묵주 기도》(2002년 10월 16일)를 발표하여 묵주 기도를 많이 바칠 것을 권고하면서 기존의 15단으로 구성된 묵주 기도에 새롭게 예수의 공생활에 있었던 주요 사건들을 묵상하는 ‘빛의 신비’라고 이름 지은 추가 5단을 추천하였다. 이로써 묵주 기도는 총 20단이 되었으며, 이 20단을 모두 바치는 것을 원칙으로 하고 있다.

### 환희의 신비
1. 마리아께서 예수님을 잉태하심을 묵상합시다.
2. 마리아께서 엘리사벳을 찾아보심을 묵상합시다.
3. 마리아께서 예수님을 낳으심을 묵상합시다.
4. 마리아께서 예수님을 성전에 바치심을 묵상합시다.
5. 마리아께서 잃으셨던 예수님을 성전에서 찾으심을 묵상합시다.

### 빛의 신비
1. 예수님께서 세례 받으심을 묵상합시다.
2. 예수님께서 가나에서 첫 기적을 행하심을 묵상합시다.
3. 예수님께서 하느님 나라를 선포하심을 묵상합시다.
4. 예수님께서 거룩하게 변모하심을 묵상합시다.
5. 예수님께서 성체성사를 세우심을 묵상합시다.

### 고통의 신비
1. 예수님께서 우리를 위하여 피땀 흘리심을 묵상합시다.
2. 예수님께서 우리를 위하여 매 맞으심을 묵상합시다.
3. 예수님께서 우리를 위하여 가시관 쓰심을 묵상합시다.
4. 예수님께서 우리를 위하여 십자가 지심을 묵상합시다.
5. 예수님께서 우리를 위하여 십자가에 못박혀 돌아가심을 묵상합시다.

### 영광의 신비
1. 예수님께서 부활하심을 묵상합시다.
2. 예수님께서 승천하심을 묵상합시다.
3. 예수님께서 성령을 보내심을 묵상합시다.
4. 예수님께서 마리아를 하늘에 불러올리심을 묵상합시다.
5. 예수님께서 마리아께 천상 모후의 관을 씌우심을 묵상합시다.

## 각 신비의 묵상을 권장하는 요일
| 묵상 요일    | 현재        | 과거 |
| ------------ | ----------- | --- |
| 주일(일요일) | 영광의 신비 | 대림시기부터 사순시기 전까지의 주일: 환희의 신비 사순시기 주일: 고통의 신비 부활시기부터 대림시기 전 연중시기까지: 영광의 신비 |
| 월요일       | 환희의 신비 | 환희의 신비 |
| 화요일       | 고통의 신비 | 고통의 신비 |
| 수요일       | 영광의 신비 | 영광의 신비 |
| 목요일       | 빛의 신비   | 환희의 신비 |
| 금요일       | 고통의 신비 | 고통의 신비 |
| 토요일       | 환희의 신비 | 영광의 신비 |

## 인가된 기도 방법
- 십자고상을 잡고 성호경을 한 다음, 그리스도의 발 부분에 입맞춤을 하고, 사도신경을 바친다.
  - 사도신경 대신 시편 70[69]편의 첫 구절이나 사도신경 또는 니케아-콘스탄티노폴리스 신경을 바칠 수 있다.[5]
  - 많은 신자들이 묵주 기도 시에 기도 지향을 두고 기도하기도 하는데, 이렇게 기도지향을 두는 것은 필수는 아니다. 지향을 따로 두지 않아도 묵주기도는 바칠 수 있다. 묵주기도는 기도를 통해 예수님의 생애를 묵상하는 것이 주된 목표이기 때문이다.
- 다음 큰 구슬을 잡고 주님의 기도를 바친다.
- 다음 세 개의 작은 구슬을 넘기면서 각각 아래의 신학적 내용을 묵상하면서 성모송을 바친다.
  1. 천주 성부의 지극히 거룩하신 딸 마리아
  2. 천주 성자의 평생 동정이신 어머니 마리아
  3. 천주 성령의 지극히 정결한 궁전이신 마리아
- 다음 큰 구슬을 잡고 영광송과 구원을 비는 기도를 바친다.
- 신비 중에서 하나를 선택해서 1단 주제를 낭송하고 묵상한다.
- 주님의 기도를 바친다.
- 다음 열 개의 작은 구슬을 하나씩 넘기면서 성모송을 열 번 바친다.
- 다음 큰 구슬을 잡고 머리를 숙이며 영광송과 구원을 비는 기도를 바친다.
- 이어서 신비 2단 주제를 낭송하고 묵상한 다음, 주님의 기도를 바친다. 그리고 작은 구슬들을 하나씩 넘기면서 성모송을 열 번 바친다. 다음에도 같은 방법으로 3단, 4단, 5단을 한다.
- 마지막으로 성모 찬송을 바치고 성호경을 바치고 십자고상을 잡고 그리스도의 발 부분에 입맞춘다.[6]

## 기도의 구성과 각 부분이 지닌 의미
- 묵주: 묵주는 묵주알들이 십자고상에 모아지는 형태로 되어있다. 이는 기도의 순환이 십자가를 중심으로 시작되고 끝나는 것을 보여주며, 신앙인의 삶과 기도가 그리스도를 중심으로 하고 있음을 보여준다.
- 사도신경: 신앙 고백을 관상 여정을 시작하는 토대로 삼을 수 있도록 신경을 바치면서 묵주기도를 시작한다. 사도신경으로 시작하는 방법이 널리 퍼져있긴 하지만, 지역 교회마다 다양한 방법이 있다.
- 신비 선포: 각 신비를 선포하는 것은 마음을 해당 신비에 집중시키는 데 도움을 준다. 이 신비들은 그리스도 생애의 근본 요소들을 요약하고 있기 때문에 자연스럽게 성경 봉독으로 이어질 수 있으며, 신비 낭독 후에 말씀 봉독과 잠깐의 침묵은 권장된다.
- 주님의 기도: 예수님께서는 우리를 하느님의 자녀로, 그리고 당신의 형제자매가 되도록 우리를 초대하신다. 신비의 선포로 마음을 준비시킨 다음 우리는 이 기도로써 하느님께 마음을 들어 높인다.
- 열 번의 성모송: 묵주기도의 가장 본질적인 부분으로서 묵주기도를 탁월한 마리아의 기도가 되게 한다. 성모송은 예수님을 강조하는 신앙 고백인 동시에 그리스도의 생애에 더 깊이 들어가서 그 분과 동화되는 과정을 촉진함으로써 우리의 묵상을 받쳐주는 도구이다.
- 영광송: 삼위일체 하느님께 영광을 드리는 이 기도는 모든 그리스도인 관상의 목표이다. 성모송의 반복을 통해 각 신비를 생생하게 묵상하기 때문에 각 단을 영광송으로 마무리하는 것은 미래의 관상을 예고한다.
- 끝맺음: 묵주기도 중에 성모님의 모성을 깊이 체험함으로써 성모 찬송이나 성모 호칭 기도 등으로 기도를 끝마치게 된다. 이는 신자들이 그리스도의 신비와 성모님의 신비를 생생하게 체험하는 내적 순례의 마침이다.

## 실천적 지침들과 주의사항
- 각 요일마다 다른 신비를 바침으로써, 마치 전례력이 그러하듯이, 기도의 흐름을 부여할 수 있다. 지향에 따라서 이 배분은 달라질 수 있다.
- 교회는 공동체가 겪고 있는 어려운 일들을 묵주기도 실천에 의탁하며 이 기도의 특별한 효과를 늘 믿어 왔다. 그러나 단순히 수량화에 초점을 두어 많이 바칠수록 복이 온다는 식의 기복적인 경향은 피해야 한다.
- 다른 종교에도 묵주기도와 비슷한 방식의 기도들이 있다. 따라서 혼동을 피하기 위해서 묵주기도가 가진 고유의 목적을 늘 상기하고, 이러한 목적을 방해하는 것은 무엇이든지 경계해야 한다.

## 같이 보기
- 기도 매듭
- 상경지례
- 성공회 묵주
- 수브하